# Kogeneracja rozproszona
Kogeneracja rozproszona – skojarzone wytwarzanie energii elektrycznej i cieplnej w układach położonych w bezpośrednim sąsiedztwie odbiorców energii, także z wykorzystanie odnawialnych źródeł energii. Jest przeciwieństwem systemu zaopatrzenia w energię cieplną i elektryczną z jednej centralnej elektrociepłowni. Zaletą kogeneracji rozproszonej jest uniknięcie kosztów rozbudowy sieci cieplnej i związanych z eksploatacją tej sieci strat ciepła. Rozproszenie źródeł energii (dywersyfikacja) zwiększa bezpieczeństwo energetyczne na obszarze jej stosowania.